# Возвратность кредита
Возвратность кредита — один из основных принципов кредитования.

## Описание
Возвратность считается одним из принципов и свойств кредита. По статистике, у каждого пятого гражданина России есть проблемы с тем, чтобы вовремя погасить кредит. Это приводит к нарушению принципа возвратности кредита. В случае, когда заемщик не возвращает кредит, банк не получает те доходы, на которые он рассчитывает.
В 2015 году деятельность кредитных организаций стала убыточной. Прибыль составила 192 миллиарда рублей, что было в 2,5 раза меньше, чем годом ранее. Во многом такие показатели появились в связи увеличением числа проблемных кредитов.
Кредитный портфель — наиболее значимый показатель деятельности коммерческого банка. Качество кредитного портфеля ухудшается из-за несовременного возврата кредитов заемщиками. На 1 января 2016 года общая просрочка по кредитному портфелю в банковской системе составила 2,9 трлн рублей. Просроченная задолженность по кредитам возникает из-за снижения реальных доходов населения, уменьшения заработной платы, увеличения числа безработных. На это может влиять увеличение темпов роста инфляции. Рост розничного кредитования связан с необходимостью населения обслуживать полученные ранее кредиты.
По состоянию на 2015 год общая сумма просроченных кредитов превысила 1 трлн рублей. Банк России оценил в 2 трлн рублей просроченную задолженность по всем кредитам на 1 февраля 2016 года.
Во многих кредитных организациях наблюдается рост просроченной задолженности в абсолютном и относительном выражении. Когда просроченная задолженность превышает объем выданных ссуд, ухудшается качество кредитного портфеля. Банки не получают те выгоды, которые были прогнозированы ранее.
Самыми рискованными для банков являются необеспеченные потребительские ссуды. В 2013 году Банком России были введены дополнительные регулятивные требования по потребительскому кредитованию. Это помогло добиться снижения на 22 % годовых темпов прироста необеспеченных потребительских ссуд. Обеспечение по ссуде становится гарантией ее возврата.

## Формы обеспечения возвратности кредита
Обеспечение возвратности кредита создано для защиты имущественных интересов банка в случае, если заемщик нарушит взятые на себя обязательства по возврату финансовых средств. В законодательстве предусмотрено подкрепление исполнения основного обязательства заемщика залогом имущества, поручительством, гарантией и другими способами. Все эти формы обеспечения призваны заставить заемщика выполнять взятые на себя кредитные обязательства.

### Залог
Залогом может стать имущество, которое в случае возникновения у человека проблем с оплатой кредита, заберет себе банковское учреждение, в котором был взят кредит. Залогом может выступить движимое и недвижимое имущество, ценные бумаги, драгоценные изделия и драгоценные металлы, депозиты, товары, производственные запасы. Заемщик должен быть собственником этого имущества и обладать соответствующими документами. Сумма залога должна превышать сумму кредита. Должна быть возможность реализовать имущество, которое предоставляется под залог и возможность контролировать его сохранность. Если такие требования не соблюдаются, то банк может отклонить заявление клиента. Имущество, которое выступает в качестве залога, можно разделить на два типа: в первом случае оно остается у залогодателя, во втором случае имущество и имущественные права передаются банку. Если залог передается банку на период пользования ссудой, это называется закладом. К закладам прибегают в случаях, когда кредитная способность клиента не вызывает однозначной оценки. Есть твердый залог и залог прав. Твердый залог подразумевает передачу имущества банку и его хранение в банке. Иностранные банки часто хранят заложенное имущество на складах специализированных организаций. Залог прав появился в рыночных условиях экономики. В качестве заклада могут выступить авторские права, патенты, программное обеспечение, товарные знаки.
В США была распространена практика, когда выдавалась ссуда, в размере 50 % оцененной стоимости залога. Позже ситуация изменилась и кредит стали выдавать в размере 80 % стоимости залога.

### Поручительство
Поручитель несет обязанность перед кредитором за то, как заемщик выполняет взятые на себя обязательства. Поручителем могут стать и физические и юридические лица, о поручительстве подписывается специальный договор. Поручительство бывает полным или частичным. Если заемщик нарушает свои обязанности по возвращению кредита, то и поручитель и должник несут ответственность перед банком. Если поручитель исполнил обязательство заемщика, то к нему переходят права банка по этому обязательству. Поручителем также может стать физическое лицо, у которого есть постоянный источник дохода. Поручительство физических лиц нужно оформить нотариально.

### Гарантия
Между гарантией и поручительством есть определенные общие черты. Гарант обязуется отвечать перед банком по обязательствам заемщика. Гарантия — это односторонняя сделка. В качестве гарантов могут выступать коммерческие банки и страховые общества. Банковская гарантия является безотзывной.